# Juozas Augutis
Juozas Augutis (* 5. September 1955 in Kaliekiai, Rajongemeinde Utena) ist ein litauischer Mathematiker und Professor, Rektor der Vytauto Didžiojo universitetas.

## Leben
Nach dem Abitur an der Mittelschule absolvierte Juozas Augutis 1978 das Diplomstudium an der Vilniaus universitetas. 1986 promovierte er in Mathematik. Am 11. Februar 2003 habilitierte er zum Thema „Risikobewertung und Management von gefährlichen Energieobjekten durch integrierte Methoden“ (lit. Pavojingų energetikos objektų rizikos vertinimas ir valdymas integruotais metodais) am Forschungsinstitut der Energiewirtschaft Litauens (Lietuvos energetikos institutas). Von 1986 bis 1991 lehrte er am Kauno politechnikos institutas und ab 1990 an der Kauno technologijos universitetas, ab 1988 als Dozent. Ab 1991 lehrte er als Dozent und ab 2003 als Professor an der Vytauto Didžiojo universitetas in Kaunas. Seit Juni 2015 leitet er VDU als Rektor.